# Demore Barnes
Demore Barnes (* 26. Februar 1976 in Toronto, Ontario) ist ein kanadischer Schauspieler, der durch seine Rolle als Hector Williams aus der Serie The Unit – Eine Frage der Ehre Bekanntheit erlangte.

## Leben
Demore Barnes stammt aus der kanadischen Großstadt Toronto, wo er die Sir Oliver Mowat High School besuchte. Im Alter von 18 Jahren, und nachdem ihm Schulfreunde ermutigten sich auf der Bühne zu präsentieren, trat er bei der Sketch-Show Squawk Box auf, die bei YTV, dem kanadischen Pendant zu Nickelodeon, lief. Nachdem die Show nach einer Staffel abgesetzt wurde, schrieb sich Barnes für das Theaterprogramm der Ryerson University ein, entschied sich jedoch dagegen, als er für die Kindersendung Street Cents auf CBC besetzt wurde. Der Staffeln lang stand er insgesamt dafür auf der Bühne.
In Film und Fernsehen ist Barnes seit 1998 zu sehen. Seinen ersten Auftritt hatte er in einer Minirolle im Fernsehfilm White Lies. Es folgten Auftritte in Serien wie Relic Hunter – Die Schatzjägerin oder Dic, bevor er im Jahre 2001 die wiederkehrende Rolle des Benjamin Hardaway in der Serie 12 Associates übernahm. Im Jahr 2003 siedelte Barnes nach Los Angeles über und war in der Folge erste 2006 wieder vor der Kamera aktiv. In diesem Jahr übernahm er die Rolle des Hector Williams in der Serie The Unit – Eine Frage der Ehre. Diese Rolle spielte er bis 2009 in drei Staffeln und erlangte dadurch größere Bekanntheit.
In der Folge konnte er für Gastrolle in US-Hitserien, darunter Fringe – Grenzfälle des FBI, Supernatural, Being Erica – Alles auf Anfang, Against the Wall, Flashpoint – Das Spezialkommando, Hannibal, Covert Affairs oder Saving Hope, gewonnen werden. Weitere Serien-Nebenrollen folgten in Open Heart, Defiance, Hemlock Grove, The Flash oder 12 Monkeys. 2018 übernahm er als Wayne Martin eine Nebenrolle in der auf realen Ereignissen basierenden Miniserie Waco.
Seit 2017 ist Barnes als Mr. Ibis, der auf dem ägyptischen Gott Thot basiert, in der Serie American Gods zu sehen.

## Filmografie (Auswahl)
- 1998: White Lies (Fernsehfilm)
- 2000: Steal This Movie
- 2000: Relic Hunter – Die Schatzjägerin (Relic Hunter, Fernsehserie, Episode 2x04)
- 2001: Blackout – Terror im Dunkeln (Blackout, Fernsehfilm)
- 2001: Doc (Fernsehserie, Episode 1x08)
- 2001–2002: The Associates (Fernsehserie, 30 Episoden)
- 2002: Second String (Fernsehfilm)
- 2003: Jasper, Texas (Fernsehfilm)
- 2006–2009: The Unit – Eine Frage der Ehre (The Unit, Fernsehserie, 45 Episoden)
- 2009–2011: Supernatural (Fernsehserie, 3 Episoden)
- 2010: Fringe – Grenzfälle des FBI (Fringe, Fernsehserie, Episode 2x13)
- 2011: Being Erica – Alles auf Anfang (Being Erica, Fernsehserie, Episode 4x02)
- 2011: Against the Wall (Fernsehserie, Episode 1x10)
- 2011: Awakening (Fernsehfilm)
- 2012: The Barrens
- 2012: Flashpoint – Das Spezialkommando (Flashpoint, Fernsehserie, Episode 5x08)
- 2012: XIII – Die Verschwörung (XIII: The Series, Fernsehserie, 9 Episoden)
- 2012: Transporter: Die Serie (Transporter: The Series, Fernsehserie, Episode 1x11)
- 2013: Hannibal (Fernsehserie, 2 Episoden)
- 2013: The Listener – Hellhörig (The Listener, Fernsehserie, Episode 4x08)
- 2013: Covert Affairs (Fernsehserie, Episode 4x09)
- 2013: Cracked (Fernsehserie, Episode 2x04)
- 2013–2015: Hemlock Grove (Fernsehserie, 11 Episoden)
- 2015: Open Heart (Fernsehserie, 12 Episoden)
- 2015: Defiance (Fernsehserie, 3 Episoden)
- 2015: Saving Hope (Fernsehserie, Episode 4x11)
- 2015–2016: The Flash (Fernsehserie, 3 Episoden)
- 2015–2018: 12 Monkeys (Fernsehserie, 24 Episoden)
- 2016: Incorporated (Fernsehserie, Episode 1x03)
- 2017: Chicago Justice (Fernsehserie, Episode 1x07)
- 2017: Chicago Med (Fernsehserie, Episode 3x01)
- 2017–2021: American Gods (Fernsehserie)
- 2018: Waco (Miniserie, 6 Episoden)
- 2018: Ransom (Fernsehserie, Episode 2x07)
- 2019: Suits (Fernsehserie, Episode 9x02)
- 2019: Titans (Fernsehserie, 5 Episoden)
- 2019–2022: Law & Order: Special Victims Unit (Fernsehserie)
- 2021: Law & Order: Organized Crime (Fernsehserie, Episode 1x05)
- 2022: Tom Clancy’s Rainbow Six Extraction (Videospiel, Stimme)